# Games (Fast)
Games is een studioalbum van Larry Fast, dat verscheen onder zijn artiestennaam Synergy. Het album bestaat uit stukken (Delta Two) die waren overgebleven van zijn eerste album Electronic Realizations for Rock Orchestra en een aantal stukken die hij componeerde toen hij aan het soundchecken was voor optredens die hij verzorgde als toetsenist in de band van Peter Gabriel (Delta Three). Delta One is een experiment om diverse 'muzikale talen' samen te voegen (synergie). De titels van de stukken luiden Delta, naar de vierde letter van het Griekse alfabet (Games is Synergy's vierde album).
Fast nam het album op in zijn eigen Synergy Studio en de House of Music in West Orange (New Jersey) gedurende februari tot en met juni 1979.

## Musici
- Larry Fast – synthesizers, elektronica

## Tracklist
| Nr. | Titel      | Duur |
| --- | ---------- | ---- |
| 1.  | Delta Two  | 5:41 |
| 2.  | Delta Four | 6:15 |
| 3.  | Delta One  | 7:34 |

| Nr. | Titel     | Duur |
| --- | --------- | ---- |
| 4.  | Delta 3/A | 2:22 |
| 5.  | Delta 3/B | 2:11 |
| 6.  | Delta 3/C | 4:02 |
| 7.  | Delta 3/D | 3:05 |
| 8.  | Delta 3/E | 2:18 |
| 9.  | Delta 3/F | 4:45 |